# Kluane First Nation
Die Kluane First Nation ist eine der kanadischen First Nations im Yukon, deren Angehörige überwiegend in Burwash Landing am über 70 km langen Kluane Lake leben. Sie sind Nachfahren der Southern Tutchone und gehören somit sprachlich sowie geographisch zu den Nördlichen Athapasken. 
Ihr traditionelles Territorium namens Lù'an Män Keyi reicht von den St. Elias Mountains bis zum Südende des Kluane Lake und des A'ay Chu (Slims River), bis zur Ruby Range im Norden, fast bis zum Nisling River, westwärts bis zum Donjek River. Die Tachal Region des Kluane National Park and Reserve gehört ebenfalls dazu. Sie selbst nennen sich Lù’àn Män Ku Dän oder Lù’àn Mun Ku Dän („Kluane Lake Volk“).

Blick auf den Kluane Lake, 2009

In den 1950er Jahren wurden aus verwaltungstechnischen Gründen zwei zwar bereits vorher durch traditionelle Heiraten unter den Lokalgruppen verwandte, jedoch kulturell sehr verschiedene Bands von der kanadischen Regierung gezwungen, sich zur White River Indian Band zusammenzuschließen; die Scottie Creek Band der Upper Tanana (Äzhäntuchʼǟn), die einst das sog. Scottie Creek-Gebiet im heutigen Norden Alaska sowie im kanadischen Yukon-Territorium rund um Whitehorse und Beaver Creek bewohnten sowie eine Band der östlich lebenden Northern Tutchone.
Zwischen 1961 und 1991 wurde die jetzige White River Indian Band wiederum gezwungen nach Burwash Landing am Kluane Lake umzusiedeln, einem traditionellen Sommerlager der Łùʼàn Kwächʼǟn (“Burwash Volk”) (der sog. Burwash Band), einer Lokalgruppe der Lù’àn Män Ku Dän („Kluane Lake Volk“) der Southern Tutchone. Die drei Bands wurden nun offiziell zur Kluane Band (später: Kluane Tribal Brotherhood und zuletzt Kluane Tribal Council) zusammengeschlossen. 1990/1991 spaltete sich der Kluane Tribal Council in zwei separate, eigenständige First Nations auf: die Kluane First Nation in Burwash Landing sowie die White River First Nation, deren Mitglieder wieder nach Beaver Creek und Whitehorse zurückkehrten.
Die meisten Mitglieder der Kluane First Nation identifizieren sich als Nachkommen der Southern Tutchone und sprechen den Kluane-Dialekt des Southern Tutchone (Dän kʼè). Sie sind in einem matriarchialen Moiety-System mit zwei totemistischen Clans organisiert: dem Khanjet (Krähen-Clan) oder Ägunda (Wolf-Clan). Andere Stammesmitglieder führen ihre Abstammung auf Grund des zwangsweisen Zusammenlebens mit der heutigen White River First Nation auf Upper Tanana und Northern Tutchone zurück; manche haben Tlingit (Lingit)-Vorfahren, da die Southern Tutchone mit diesem militärisch und politisch mächtigen Handelsvolk oft durch Heiraten Allianzen eingingen, um sich Zugang zu Handelsrouten zu sichern. 
Wie die meisten anderen Stämme im Yukon, so kamen auch die Kluane zu einem Vertrag mit der Bundesregierung und mit der des Territoriums im Jahr 2003.
Zur Kluane First Nation rechnete das Department of Indian Affairs and Northern Development im Dezember 2009 genau 142 anerkannte Indianer, im September 2018 waren es 175.

## Geschichte

### Frühgeschichte
Früheste Lebensgrundlage waren die Karibuherden, aber auch Elche, Schafe und Murmeltiere, Hasen und Alaska-Pfeifhasen. Dazu kamen Vögel und Fische, vor allem Lachs. Auch leben hier Grizzlybären, Wölfe, Kojoten und Luchse. Während die Lachse im Norden des Territoriums einen fast 4000 km langen Weg über den Yukon zurücklegen, kommen die pazifischen Lachse auf dem kürzeren Weg in den Alsek River im Süden des traditionellen Gebietes. 
Das raue Klima erforderte ein halbnomadisches Leben, bei dem Familien in Frühjahrs- und Sommerlagern zum Fischen zusammenkamen, aber auch im kurzen Herbst, um zu jagen. Der Kluane-See ist von November bis Juni von einer Eisdecke überzogen, die bis zu 1,5 m dick werden kann. Im Süden und Westen des heutigen Burwash befindet sich die Kluane Range, ein bis etwa 2500 m hoher Gebirgszug, der fast senkrecht aus der knapp 800 m über dem Meeresspiegel liegenden Ebene aufsteigt. Diese weite Ebene erstreckt sich vom Kusawa Lake bis nach Alaska. Dahinter ragt die Donjek Range auf, deren Höhe noch von der Eliaskette, die etwa 6000 m aufragt, überboten wird. Nordwärts liegen weniger hohe, wenn auch raue Gebirgszüge, wie das Yukon Plateau, die Ruby und die Nisling Range. Dichte Wälder und zahlreiche Seen kennzeichnen die Landschaft. Wichtigster Fluss ist der Donjek, der aus dem Hochgebirge und seinen Gletschern kommt, und der den Kluane aufnimmt, der wiederum den gleichnamigen See entwässert. Der Duke River, ebenfalls aus den Gletschern entspringend, mündet nahe Burwash in den Kluane. Diese Flussläufe bieten günstige Transport- und Wanderwege.
Die frühen Gruppen lebten in Unterkünften aus Zweigen, Geäst und Fellen. Auch die Kleidung war dem Klima angepasst. Von Oktober bis April herrscht Dauerfrost, die Durchschnittstemperatur im wärmsten Monat Juli liegt bei etwa 12 °C. Nur 290 mm Niederschlag erreichen das Gebiet, davon allein 110 mm in Form von Schnee. Hinzu kommt, dass die Region ausgesprochen stürmisch ist.
Dabei waren die Beziehungen zwischen den Gruppen, die sich im südlichen Yukon und in Alaska als Nomaden bewegten, recht eng, obwohl sie verschiedene Sprachen, wie Southern und Northern Tutchone, Upper Tanana oder Tlingit sprachen. Auch ähnelte sich ihre Sicht der Welt und ihr Verhältnis zu ihrer Umgebung. Schamanen taten sich als Heiler hervor und waren für die Kontaktaufnahme mit spirituellen Mächten zuständig. Sie halfen auch beim Auffinden von Jagdbeute. 
Während der weniger günstigen Zeiten des Jahres zogen kleine Familienverbände, die ihrem jeweiligen Wanderzyklus mit einigen Abweichungen jedes Jahr folgten, durch das gesamte traditionelle Gebiet. Daher finden sich bis heute hunderte von Überresten ehemaliger Lager, vor allem an für Aufenthalt und Jagd günstigen Punkten, wie dem Talbot Creek oder im Ptarmigan Heart Valley. Da Wasser fast überall vorhanden war, war Brennholz die einzige unabdingbare Voraussetzung für ein Lager. Man kam aber auch in größeren Gruppen zu gemeinsamen Jagden, sowie zu Handel und Fest zusammen, allen voran zum Potlatch. Beim Handel ging es um Obsidian, Kupfer, Elch- und Karibuhäute, Ziegenhaar, Sehnen sowie Färbepflanzen, wie bestimmte Flechten. Von der Küste kamen im Gegenzug getrocknetes Seegras, das butterartige Öl des Kerzenfisches (Eulachon), Muscheln (Dentalia), eine Art Tabak, und Decken, die von den Chilkat-Tlingit geliefert wurden. 
Die Gesellschaft gliederte sich in zwei Moietys, den Wolfs- und den Krähenclan (Ägunda und Khanjet), die in anderen Gruppen ebenfalls existierten, und zu denen ähnlich enge Beziehungen bestanden, wie innerhalb der Gruppe, die später von den britischen und kanadischen Behörden als tribe, als Stamm also, bezeichnet wurden.
Die wichtigste Jagdbeute waren die Rentiere, die man als Caribou bezeichnet. Die Kluane-Karibuherde ist eine Woodland-Herde, besteht also aus Waldkaribus. Die Tiere wechseln normalerweise im Sommer in höhere Weidegründe, im Winter in tiefer gelegene. Von dieser Regel weicht die Kluane-Herde ab, denn sie bleibt ganzjährig in den Talbot Arm und Brooks Arm uplands. Die Tiere wandern am Kluane River entlang zwischen den beiden Plateaus. Die mündliche Überlieferung weiß allerdings auch von barrenground caribous (Rangifer tarandus groenlandicus), die noch 1936 so weit in den Süden wanderten, dass sie am Kluane-See gesichtet wurden.
Der Pelzhandel kam bereits kurz nach 1800 durch die Tlingit in die Region, die damit den lokalen Handel erstmals an den Welthandel banden. Um 1880 kamen bereits große Mengen hierher. Damit kamen europäische Waren, wie Gewehre, Metallwaren, Äxte, Messer, aber auch Tabak, Tee, Zucker und Mehl zu den Kluane und ihren Nachbarn. Zwar veränderte dies viele Aspekte ihrer Lebensweise, doch passten sie sich, im Gegensatz zu weiter südlich lebenden Gruppen, kaum den Bedürfnissen des Pelzmarktes an. Die Beschaffung von Nahrungsmitteln und soziale Gründe für Wanderungen hatten weiterhin Vorrang, die Kluane zogen nicht zu einem der Handelsposten der Hudson’s Bay Company, wie dies zahlreiche andere Stämme taten. Dies hing auch damit zusammen, dass die Tlingit ihr Pelzhandelsmonopol verteidigten. 
Jack Dalton errichtete südlich des Kluane-Gebiets 1894 einen ersten Handelsposten. Er lag bei dem alten Handelsort Neskatahin.

### Klondike-Goldrausch, Kluane-Goldrausch
Während des Klondike-Goldrauschs ab 1896 kamen über 100.000 Weiße in das Territorium, doch nur wenige zogen in das Gebiet um den Kluane-See. 1901 stellten die Indianer nur noch etwas mehr als 10 % der Bevölkerung in Yukon. 
Ursprünglich war Burwash Landing ein Sommerlager der südlichen Tutchone, als dort 1904 ein Handelsposten der Brüder Louis und Eugene Jacquot entstand, der die Erz- und Kohleminen versorgte. Um diese Station wurde ein Teil der Kluane sesshafter. Die Jacquots waren durch den Klondike-Goldrausch aus dem französischen Lothringen angelockt worden. 1904 suchten sie während des Kluane-Goldrauschs nach dem Edelmetall. Den Ort benannten sie nach Lachlin Burwash, der die Funde in der Region in Silver City zu registrieren hatte (mining recorder). Zu ihrer Handelsstation gehörten bald ein Hotel, ein Restaurant, ein Einzelhandelsgeschäft und ein Geschäft für die Jagd.

### Alaska Highway, Assimilierungspolitik

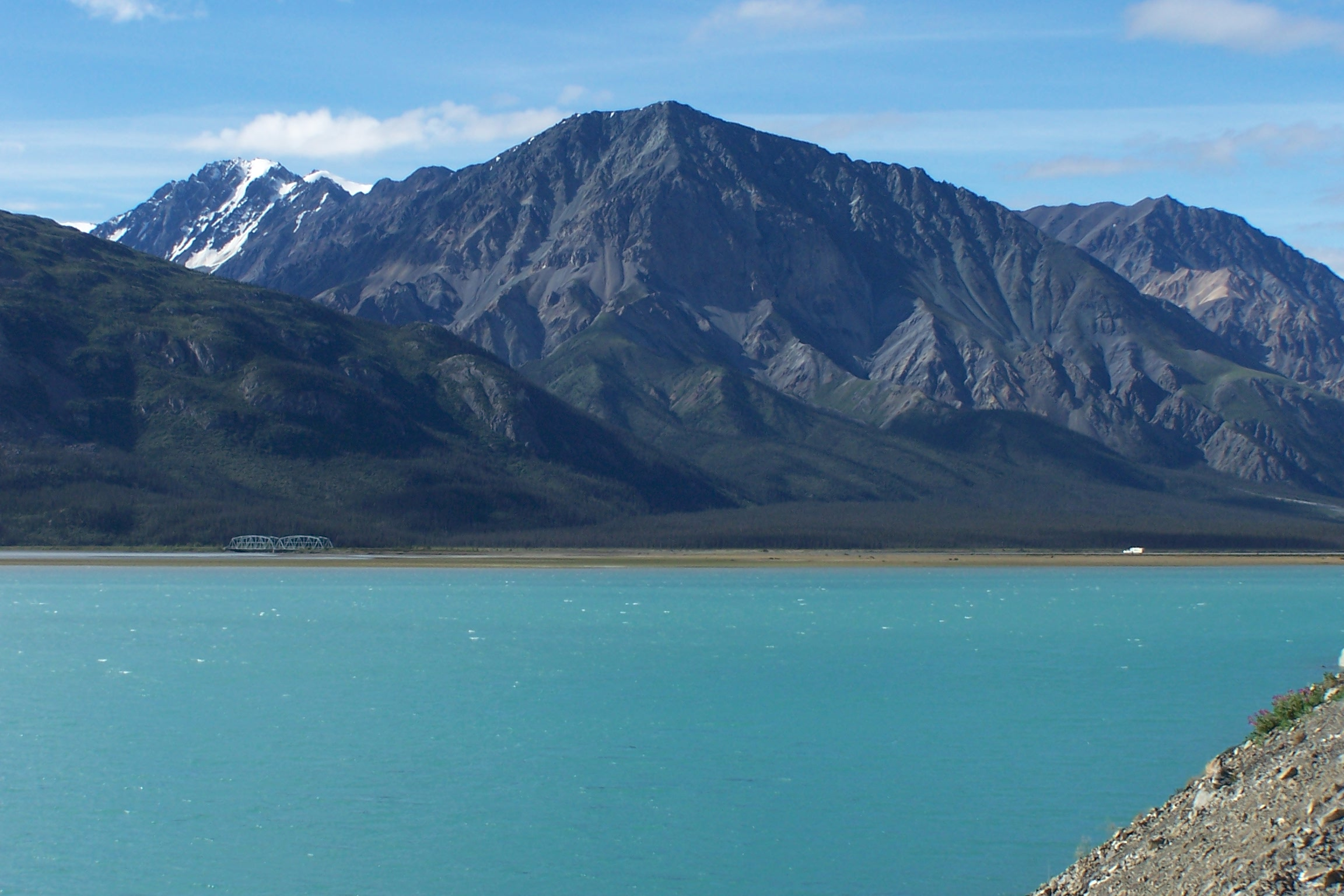
Blick über den See auf die Kluane-Berge, davor der Alaska Highway

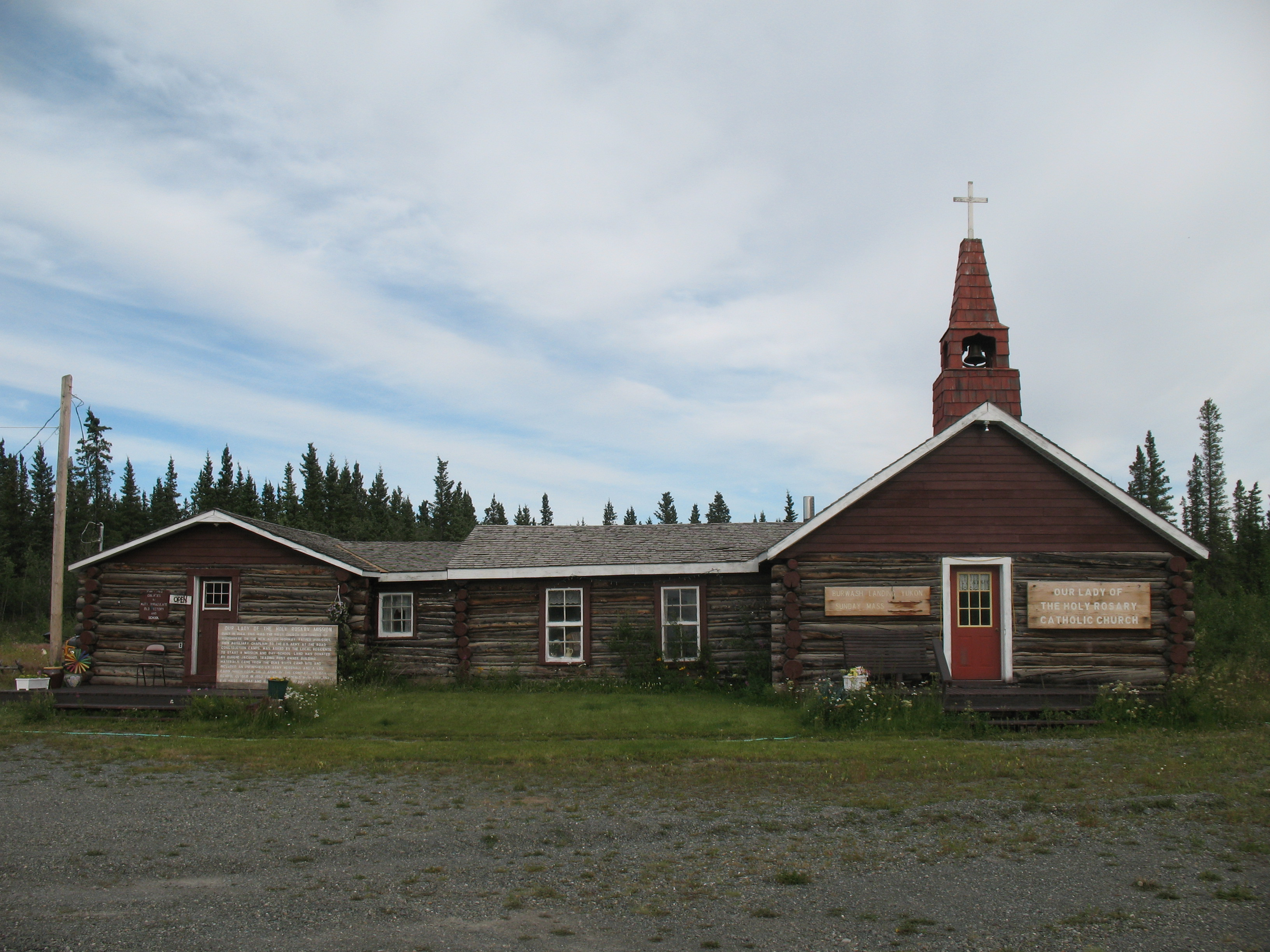
Oblatenkirche mit Schule; in dem Verbindungsgebäude wohnte Pater Eusebe Morisset von 1944 bis 1964

Der Zweite Weltkrieg, insbesondere der Krieg zwischen Japan und den USA, brachte weitere massive Veränderungen in die Region. Mit dem Bau des Alaska Highway kamen ab 1942 zahlreiche Bauarbeiter in den Yukon. Die Kluane mussten das Nisling-Tal verlassen und zogen in das 90 km entfernte Burwash Landing. 1944 entstand eine Missionsstation der Oblaten, Our Lady of the Holy Rosary mit Hilfe der Brüder Jacquot. Leiter der Mission zwischen Whitehorse und Alaska war Pater Eusebe Morisset, OMI, der seine Missionsstationen in Champagne, Snag und Aishihik bis 1964 führte. Pater Henk Huijbers, ebenfalls Oblate und Missionar, dazu Widerstandskämpfer, kam 1947 aus Holland. Er begann Artefakte zu sammeln und auszustellen. 1966 entstand ein erstes Museum in einem Blockhaus, das Burlbilly Hill cabin hieß (s. Kluane Museum of Natural History). Fred und Margaret O’Brien bauten den Schulraum Anfang der 1990er Jahre zu einem Ausstellungsraum um, die Burlbilly Hill cabin fiel 1999 einem Waldbrand zum Opfer.
Während der Bauphase des Alaska Highway erkrankten viele Kluane an bisher unbekannten Krankheiten. Sie wurden sesshaft gemacht, die Jagd verboten. Dies hing zum einen damit zusammen, dass unter den 20.000 Straßenarbeitern und Soldaten viele waren, die wahllos auf Wild schossen. Als die Bestände drastisch einbrachen, wurden die Restbestände unter Schutz gestellt (Kluane Game Sanctuary, heute Kluane-Nationalpark). 
Bis 1951 gingen die Kinder der Kluane in die Schule der Oblaten. Danach mussten sie nach Lower Post in British Columbia gehen. Dort mussten sie in der örtlichen Residential School leben, durften ihre Muttersprache, das Southern Tutchone, nicht mehr sprechen. Die lokalen Gruppen  wurden veranlasst, einen Stammesrat zu wählen und einen Häuptling zu bestimmen. So entstand aus den verschiedenen Gruppen die so genannte Burwash Band. Sie wurde gezwungen, sich mit der White River Band zu den Burwash and White River Bands zu vereinen.
Ruth Jacquot-Donnelly, Witwe des 1950 verstorbenen Eugene Jacquot, schenkte den Indianern vom White und Donjek River ein Haus, und viele von ihnen blieben in der Gegend. Dabei spielte Copper Joe eine wichtige Rolle, dessen Vater Copper Chief einer Familie aus Alaska entstammte, die bereits um 1875 den Kupferhandel in der Region um Burwash Landing kontrollierte. Mary Copper Joe, die Tochter Copper Joes, heiratete wiederum 1920 Louis Jacquot. Old Copper Joe’s House besteht noch heute.
Binnen weniger Jahre verdrängte etwa ab 1965 der Schneeschlitten die Hundegespanne. Damit verminderte sich drastisch die Zeit, die notwendig war, um die Hunde mit Fisch zu versorgen. Andererseits gestattete es der Schneeschlitten, größere Entfernungen zu überwinden, und trotz Sesshaftigkeit weiterhin die traditionellen Jagd- und Fallenstellergebiete zu erreichen. So wurden aus wochen- und monatelangen Wanderungen kurze Ausflüge von einem oder zwei Tagen Länge. Als jedoch die Preise für Pelze weiter fielen, wurde es schwierig, die teuren Maschinen zu erwerben und zu unterhalten. Es war so nicht mehr möglich, sich aus dem Land zu versorgen. Die wenigsten schafften die Rückkehr zu den Hundeteams, so dass bald die meisten Kluane im Ort lebten. Die kanadische Sozialpolitik verstärkte diese Abhängigkeit von Waren durch die Abhängigkeit vom Wohlfahrtsstaat. Hinzu kamen Alkoholprobleme, wie in den meisten entwurzelten Gesellschaften. 
Die Mobilität innerhalb der Gemeinde blieb jedoch vergleichsweise gering, obwohl der Alaska Highway der Öffentlichkeit zugänglich war. Viele Kluane lebten dabei auf der anderen Seeseite. Der einzige, der ein Auto besaß, war Pater Morisset, der sie häufig zu bestimmten Punkten fuhr, damit sie jagen konnten, um sie Tage oder Wochen später wieder abzuholen. Mit der Zunahme der Zahl der Autos organisierten die Kluane ihr Leben mehr und mehr um den Highway, so dass Ausflüge nach Whitehorse selbstverständlich wurden. Viele der Jüngeren verbringen heute den überwiegenden Teil ihres Lebens dort, denn dort finden sie Arbeit, sie kaufen ein, verbringen ihre Freizeit oder gehen dort zur Schule. Gleichzeitig wurde der Zugang zu den Schutzgebieten zunehmend erschwert, denn der Highway erlaubte erstmals eine Überwachung der Jagd. Sie war zwar schon seit 1920 reguliert, doch machte die Abgelegenheit des Gebiets eine Überwachung durch die Polizei unmöglich. Die Jagdverbote ab 1943 waren daher nicht nur Papier, sondern wurden auch durchgesetzt. In einem Brief an den Yukon Commissioner beschweren sich die Kluane, dass ihre Lebensgrundlage zerstört werde, und dass sie fortgetrieben worden seien, wie ein Haufen Hunde (pack of dogs). Pater Morisset unterstützte sie und schrieb ebenfalls an die Regierung. Dabei monierte er, dass die ausbleibenden Felle die Witwen arbeitslos machten, die bisher Mokassins angefertigt hatten, dass man zudem auf Fleischlieferungen aus Whitehorse angewiesen sei. „Wovon erwartet man, dass diese Indianer leben sollen?“, fragte er zum Abschluss. Immerhin wurde ihnen gestattet, begrenzte Mengen an Bisam und Elchen zu jagen. Doch genügte dies nicht, um ihr enormes Wissen über die Region zu erhalten. Die Bindung an das Land verminderte sich. 
Der kanadische Wohlfahrtsstaat machte sich auch bei den Kluane bemerkbar, denn die Regierung versuchte, Gesundheitswesen, Hausbau, Unterricht und Verwaltung auszubauen. Daher organisierte man die indianischen Gruppen oder Stämme nun in Form von „bands“ genannten Einheiten, die einen Häuptling (chief) wählten sowie eine Gruppe von Beratern. Sie hatten keine tatsächliche Macht, sondern dienten eher als Mittler zwischen den Kluane und der Regierung, die durch das Department of Indian Affairs and Northern Development (INAC) vertreten wurde (heute Indigenous and Northern Affairs Canada). Um die Kosten und den Verwaltungsaufwand zu reduzieren, fasste man dabei mehrere Bands zusammen. So wurden 1961 Burwash Band und White River Band vereinigt. Diese neue Gruppe hieß zunächst Kluane Band, später Kluane Tribal Brotherhood und Kluane Tribal Council. Die White-River-Gruppe wurde gezwungen, nach Burwash zu ziehen, was zu erheblichen Spannungen führte. Dabei bot der Staat seine Dienste nur denjenigen an, die in Burwash wohnten, was die Indianer wieder stärker an den Ort band, und sie zwang, ihre winterlichen trap lines, die Zonen erlaubter Fallenstellerei, zu verlassen.
Darüber hinaus begann nun die aggressivste Phase der Assimilationspolitik, die vor allem durch ein System internatartiger Schulen durchgesetzt werden sollte. 1944 entstand eine katholische Missionsstation in Burwash Landing. Die Indianerkinder durften die staatliche Schule in Destruction Bay nicht besuchen. Gleichzeitig kämpften katholische und anglikanische Kirche um staatliche Mittel und um die Unterrichtsmonopole in den Regionen des Yukon. Der katholische Pater Morisset errichtete in der Kirche eine Schule. Die katholische Kirche wehrte sich dagegen, dass katholische Kinder in die Indianerschule nach Carcross gehen sollten, und so eröffnete 1951 eine katholische Schule in Lower Post ihren Unterricht, das bereits in British Columbia lag. Jeden Herbst kam nun ein Schulbus nach Burwash und holte die Kinder ab, die sich an ihre Eltern klammerten und die mit Gewalt fortgeholt wurden. Die jüngsten waren fünf Jahre alt, doch auch sie unterlagen der Schulpflicht. 1950 gab es in Burwash 22 erklärte Katholiken. Heute spielt die katholische Kirche aufgrund der schlechten Erfahrungen in Lower Post, wo die Kluane ihre Muttersprache nicht gebrauchen durften, und ihnen beständig vorgehalten wurde, dass sie minderwertig wären, kaum noch eine Rolle, wenn auch Pater Morisset persönlich in Ehren gehalten wird. Die Kinder wurden unmündig gehalten und waren so einem Leben auf dem Land, wo Selbstorganisation und Kreativität im Umgang mit neuen Situationen von größter Bedeutung sind, nicht gewachsen. Zudem sprachen sie immer schlechter ihre Muttersprache, während die Eltern kaum Englisch sprachen. 2008 entschuldigte sich der Premierminister Kanadas für die katastrophalen Zustände in den meisten dieser Residential Schools. Die Schule in Lower Post war bis 1975 betrieben worden.

### Landansprüche und Selbstregierung, Kluane First Nation
Die Schulen hatten allerdings auch einen ungewollten Effekt, denn die Schüler lernten Formen des Widerstands, von der passiven Verweigerung bis zur offenen Rebellion. Erster Anlass war die oftmals schlechte Ernährung, so dass die Kinder in Lower Post lernten, wie man Nahrungsmittel aus der Küche stahl. Die Versuche der Zwangsassimilation stärkten, entgegen dem ursprünglichen Impetus, die tribale Identität und die Idee von einem Pan-Indianismus. So war diese Generation offen für Ideen aus den USA und dem südlichen Kanada, aber sie akzeptierte auch nicht mehr uneingeschränkt die Autorität der Älteren. Um 1970 entstand die Yukon Native Brotherhood, die um Landrechte kämpfte. Schon seit den späten 60er Jahren hatten ihre Kinder die Schule in Destruction Bay besucht. Ende der 70er Jahre eröffnete die Kluane Tribal Brotherhood eine eigene Schule, doch war die Zahl der Kinder zu gering. Während dieser wenigen Jahre lernten die Kinder sowohl in der Klasse, als auch auf dem Land, was dort für ihr Leben von Bedeutung war.
Hinzu kam, dass seit etwa 1900 weiße Siedler in die Region kamen, von denen einige mit Indianerfrauen Familien gründeten. Bis 1985 verloren deren Nachkommen jedoch automatisch durch das Indianergesetz ihren Status als Indianer. Bis zur Änderung dieses Gesetzes war etwa die Hälfte der Kluane ohne Anerkennung als Indianer. Hinzu kommt eine weitere wichtige Unterscheidung zwischen städtischen und ländlichen Kluane, die sie selbst als Busch-Indianer (bush indians) und Stadt-Indianer (city indians) bezeichnen, also solchen, die überwiegend außerhalb größerer Orte leben, und solchen, die in der Stadt leben.
1990 teilte sich der Kluane Tribal Council (Stammesrat) wieder in die White River Band in Beaver Creek und die Kluane Band in Burwash Landing auf. Am 18. Oktober 2003 schloss die Kluane Band einen Vertrag mit Kanada und dem Territorium, der ihnen die Selbstregierung einräumte. 

## Aktuelle Situation
Häuptling (Chief) war Willy Sheldon, auf den 2016 Robert Dickson folgte. 2006 sprachen noch 15 Bewohner eine nichtenglische Sprache, 10 waren Einwanderer. 2009 sprachen nur noch zwei Elders das Südliche Tuchone, die die Sprache unterrichten.
Die Kluane besitzen begrenzte Jagd- und Fanglizenzen im Nationalpark und versteigern seit 2006 die Jagd auf Dallschafe, zusammen mit der North American Wild Sheep Foundation. Die Kluane erhielten daraus bis 2008 genau 275.625 Dollar, somit 90 % des Ertrages, müssen diese Summe allerdings in die Entwicklung ihrer Kommune investieren. Die Kluane First Nation Development Corporation setzt verstärkt auf Tourismus.
2008 erhielt der Stamm 1,5 Millionen Dollar für den Hausbau vom Northern Housing Trust. Damit wurden zehn Häuser errichtet, die Stammesangehörigen zustanden, auch solchen, die gar nicht in Burwash Landing wohnten. Damit nahmen die Spannungen innerhalb der Gemeinde zu.
Der Klimawandel lässt die Gletscher der Region abschmelzen, was zum einen in der niederschlagsarmen Region zum Versiegen von Seen führt, zum anderen schrumpfen diese, was den Abstand zu den traditionellen Fischstellen erheblich vergrößert. Zudem schrumpfen die Bestände von Forellen und Whitefish. Allein der Pegel des Kluane-Sees sank im Sommer 2018 um 1,7 m.